# Семенченко, Анатолий Алексеевич
Семенченко Анатолий Алексеевич (укр. Семенченко Анатолій Олексійович; родился 2 марта 1954, с. Мартыновка, Ичнянский район, Черниговская область, УССР) — украинский политик, бывший глава Харьковской областной (краевой) организации Народного Руха Украины, главный редактор харьковской областной газеты «Нова Доба».

## Биография
Родился 2 марта 1954 года в селе Мартыновка Ичнянского района Черниговской области Украины. С 1961 по 1971 гг. учился в Талалаевский средней школе Черниговской области. В 1971 году по окончании средней школы поступил на механико-математический факультет Харьковского государственного университета им. Горького (ныне им. Каразина), который закончил в 1976 году по специальности «математик».
По окончании учебы в университете, в 1976 году пошел работать инженером на Харьковское НПО «Электроприбор» (ныне — «Хартрон»), где проработал до 1980 года.
В 1980 году был призван на военную службу. Служил командиром отдельного взвода в Закавказском ВО (в Грузии, в г. Ахалкалаки) в звании старшего лейтенанта до 1982 года. После окончания военной службы, в 1982 году вернулся на предыдущую работу, на должность инженера первой категории Харьковского НПО «Электроприбор», где проработал до 1995 года.
В 1998—2007 гг. работал помощником-консультантом народного депутата Украины в Аппарате Верховной Рады Украины.

## Политическая деятельность
С 1990 года и по 14 ноября 2009 года был членом политической партии «Народный Рух Украины». В 1990—1991 годах был председателем первичной ячейки, с 1991 по 1993 годы был председателем Киевской районной организации НРУ города Харькова. С 1994 и по 14 ноября 2009 года был бессменным председателем Харьковской областной (краевой) организации Народного Руха Украины.
Начиная с 1994 года активно участвовал во всех избирательных кампаниях до Харьковского городского и областного советов, а также к Верховной Рады Украины в качестве кандидата в депутаты или руководитель областного избирательного штаба НРУ. Наивысшее достижение — третье место в выборах на должность Харьковского городского головы 2002 года.

### Выход из Народного Руха Украины
3-й этап XVIII съезда Народного Руха Украины принял решение о поддержке на выборах Президента Украины кандидатуры Юлии Тимошенко . 1 ноября 2009 года расширенный провод ХОО НРУ во главе с Анатолием Семенченко принял постановление о неподдержке этого решения съезда и поддержку областной организацией НРУ кандидатуры Виктора Ющенко . 13 ноября 2009 года руководство Харьковской областной организации Народного Руха Украины принял решение о выходе областной организации из состава НРУ . 14 ноября 2009 года Анатолий Семенченко подал заявление в Центрального Провода НРУ заявление о сложении с себя полномочий председателя областной организации и о своем выходе из рядов НРУ .

## Журналистская деятельность
1995 - 2009  гг главный редактор газеты Харьковской областной (краевой) организации Народного Руха Украины «Нова Доба».